# كريستيل قروس
كريستيل قروس (بالفرنسية: Christelle Gros)‏ هي متسابقة بياثل فرنسية، ولدت في 19 مايو 1975 في أويونا في فرنسا.

## وصلات خارجية
- كريستيل قروس على موقع IBU (الإنجليزية)
- كريستيل قروس على موقع اللجنة الأولمبية الدولية (الإنجليزية)
- كريستيل قروس على موقع أوليمبيديا (الإنجليزية)